# Carole Rieussec
Pour les articles homonymes, voir Rieussec (homonymie).
Carole Rieussec est une compositrice de musique électroacoustique et une performeuse résidant à Frontignan.

## Biographie
Depuis 1986, Carole Rieussec compose avec les bruits, les voix et les rythmiques du monde. En 1988, elle intègre le studio de création de Luc Ferrari à Paris, La Muse en circuit, et compose à ses côtés durant sept ans. En 1990, elle rencontre Jean-Kristoff Camps dans un septet de platine tourne disque, Les Arènes du Vinyle, et c'est avec lui qu'elle va former le duo Kristoff K.Roll, qualifié de labyrinthe sonore à entrées multiples. Carole est sonographe à tendance minimaliste, le travail avec les haut-parleurs, et la relation du son à l’espace est un axe fondamental de sa poétique. Elle aime les installations sonores et les diffusions électroacoustiques.
En 1998, à l’invitation du percussionniste Lê Quan Ninh, elle plonge dans la pratique improvisée et depuis multiplie les concerts live électroacoustiques en France et à l’étranger. Son dispositif de jeu électroacoustique mêle machine, set de microphones, et objets de la vie quotidienne. Sur scène, elle active la lenteur et l’improbable. Ses compositions électroacoustiques sont tissées de sons électroniques, de voix, et de silences.
Carole Rieussec collabore également actuellement avec les plasticiennes Enna Chaton et Antonella Bussanich, la metteuse en scène Perrine Maurin, et toujours le saxophoniste Daunik Lazro..
Par ailleurs elle a créé et codirige le festival sonorités à Montpellier avec le poète sonore Anne-James Chaton, le guitariste Didier Aschour, la plasticienne Enna Chaton, l’auteur transdisciplinaire Fred Dumond. Elle est également membre du comité de rédaction de « revue et corrigée », surface écrite des pratiques expérimentales. Au sein de cette revue, elle crée une net rubrique audio dédiée au genre et à l’expérimentation artistique : wi watt’heure.

## Discographie
- Tout le monde en place pour un set américain avec Xavier Charles, Kristoff K.Roll, Diane Labrosse, Martin Tétreault (Victo, VICTO 090, 2003)
- Le petit bruit d'à côté du cœur du monde avec Kristoff K.Roll (Vand'Œuvre, VDO 0222, 2002)
- La pièce avec Xavier Charles, Kristoff K.Roll (Potlatch, P 199, 1999)
- Corazón Road[1] avec Kristoff K.Roll (empreintes DIGITALes, IMED 9946, 1999)
- Les travailleurs de la nuit à l'amie des objets avec Kristoff K.Roll (Cinéma pour l'oreille, MKCD 024, 1997)
- Corazón Road avec Kristoff K.Roll (SONARt, IMSO 9303, 1993)
- L’étonnement sonore, objet de pensée sonore en mouvement (Césaré)